# 哈特穆特·克吕格尔
哈特穆特·克吕格尔（德語：Hartmut Krüger，1953年5月8日—），德国男子手球运动员。他曾代表东德参加1980年夏季奥林匹克运动会手球比赛，获得一枚金牌，他在比赛期间共贡献22粒进球。